# Hoya imbricata
Hoya imbricata är en oleanderväxtart som beskrevs av Joseph Decaisne. Hoya imbricata ingår i släktet Hoya och familjen oleanderväxter. Utöver nominatformen finns också underarten H. i. basisubcordata.